# Gente d'onore
Gente d'onore è un film italiano del 1967 diretto da Folco Lulli.

## Trama
Sicilia. La polizia dà la caccia a sette affiliati a varie cosche mafiose, colpevoli di vari crimini. I sette, che si trovano nascosti nei posti più impensati, non sanno che sono stati condannati a morte dai loro capi. Iniziano così una spaventosa marcia attraverso la Sicilia, per raggiungere una nave che dovrebbe portarli in salvo all'estero. Al termine del viaggio solo due di loro riescono a raggiungere la nave, e a quel punto appare chiaro il tradimento della mafia che ha preparato, ai due unici rimasti in vita, un'imboscata delle forze dell'ordine. Il più anziano e il più astuto dei sette, che aveva guidato il trasferimento, riesce a sfuggire alla cattura, ferendo a morte due carabinieri. Nonostante le ricerche della polizia e della mafia, riesce a ritornare indietro e a vendicarsi del suo capo.